# Musa (motorfiets)
Musa is een historisch motorfietsmerk.
Italiaans bedrijf, gevestigd in Turijn, dat zich specialiseerde in twee- en driewielige transportvoertuigen. In 1947 presenteerden ze de Musetta, een 70 cc motorfiets. Dit model, met als standaard fabriekskleur azuurblauw, is gedurende twee jaar in productie geweest en er zijn 89 stuks van verkocht. De Musetta motorfiets stond bekend om zijn stevige bouw met sierlijke elementen. Een bekende tekortkoming van de Musetta motorfiets was echter de starre vering waardoor zelfs na kortdurig gebruik onderdelen lostrilden. De hoge onderhoudskosten en garantieclaims waren mede de oorzaak voor het vervroegd staken van de productie.